# Quattro tocchi di campana
Quattro tocchi di campana (A Gunfight) è un film del 1971 diretto da Lamont Johnson.
È un film western statunitense con Kirk Douglas, Johnny Cash, Jane Alexander e Karen Black.

## Trama
Will Tenneray e Abe Cross sono due famosi pistoleri, entrambi avanti con l'età e senza soldi. Cross arriva in paese dopo non aver avuto fortuna come cercatore d'oro. La sua reputazione è tale che chiunque si aspetta che lui si scontri con Tenneray, invece i due diventano amici e Tenneray presenta all'altro Jenny. Cross, non riuscendo a trovare un lavoro e in disperato bisogno di soldi, accetta l'idea di Tenneray di metter su uno scontro a fuoco in un'arena per tori, il vincitore intascherà il ricavato dei biglietti venduti. Lo scontro inizia al quarto tocco della campana, Cross uccide Tenneray. Intascata la vincita, Cross cerca di convincere Jenny a seguirlo a San Francisco, lei rifiuta e prevede che l'uomo morirà in uno scontro simile, non per soldi ma per orgoglio. Prima di partire Cross incontra il figlio e la vedova di Tenneray, viene mostrato cosa sarebbe successo se nell'arena le cose fossero andate diversamente: Tenneray sarebbe partito per cercare un ranch da comprare per vivere con la sua famiglia ma non avrebbe fatto ritorno.

## Produzione
Il film, diretto da Lamont Johnson su una sceneggiatura di Harold Jack Bloom, fu prodotto da Harold Jack Bloom e A. Ronald Lubin per la Paramount tramite la Harvest, la Joel Productions e la Thoroughbred Productions e girato nell'Eaves Movie Ranch a Santa Fe, Nuovo Messico e a Madrid. Il film fu finanziato dalla tribù Apache dei Jicarilla, anche se non ci sono personaggi principali nativi americani nella storia.

## Distribuzione
Il film fu distribuito con il titolo A Gunfight negli Stati Uniti dal 25 agosto 1971 al cinema dalla Paramount Pictures.
Alcune delle uscite internazionali sono state:
- in Danimarca il 4 ottobre 1971
- in Italia il 5 novembre 1971[5]
- in Svezia il 7 dicembre 1972
- in Ungheria l'8 marzo 1973 (Pisztolypárbaj)
- in Spagna il 28 gennaio 1974 (Madrid)
- in Francia il 30 agosto 1978 (Dialogue de feu)
- in Germania Ovest (Duell in Mexico e Rivalen des Todes)
- in Brasile (Duelo de Bravos)
- in Spagna (El gran duelo)
- in Finlandia (Kaksintaistelu)
- in Polonia (Pojedynek rewolwerowców)
- in Portogallo (Um de Nós Tem de Morrer)

## Promozione
La tagline è: "In Bajo Rio, they pay to see a man kill a bull. Today, they'll pay to see a man kill another man.".

## Critica
Secondo il Morandini il film "individua molto bene la condizione sottoproletaria dei pistoleri in un contesto drammatico duro e bruciante". Si segnala la sceneggiatura che risulta "vivace ed incisiva". Leonard Maltin segnala, in questo "insolito western", l'interpretazione di Cash, al suo debutto.